# Salvatore Trinchese
Salvatore Trinchese (Martano, 4 aprile 1836 – Napoli, 11 gennaio 1897) è stato uno scienziato italiano, microscopista e studioso dei molluschi gasteropodi, molti dei quali portano il suo nome.

## Biografia

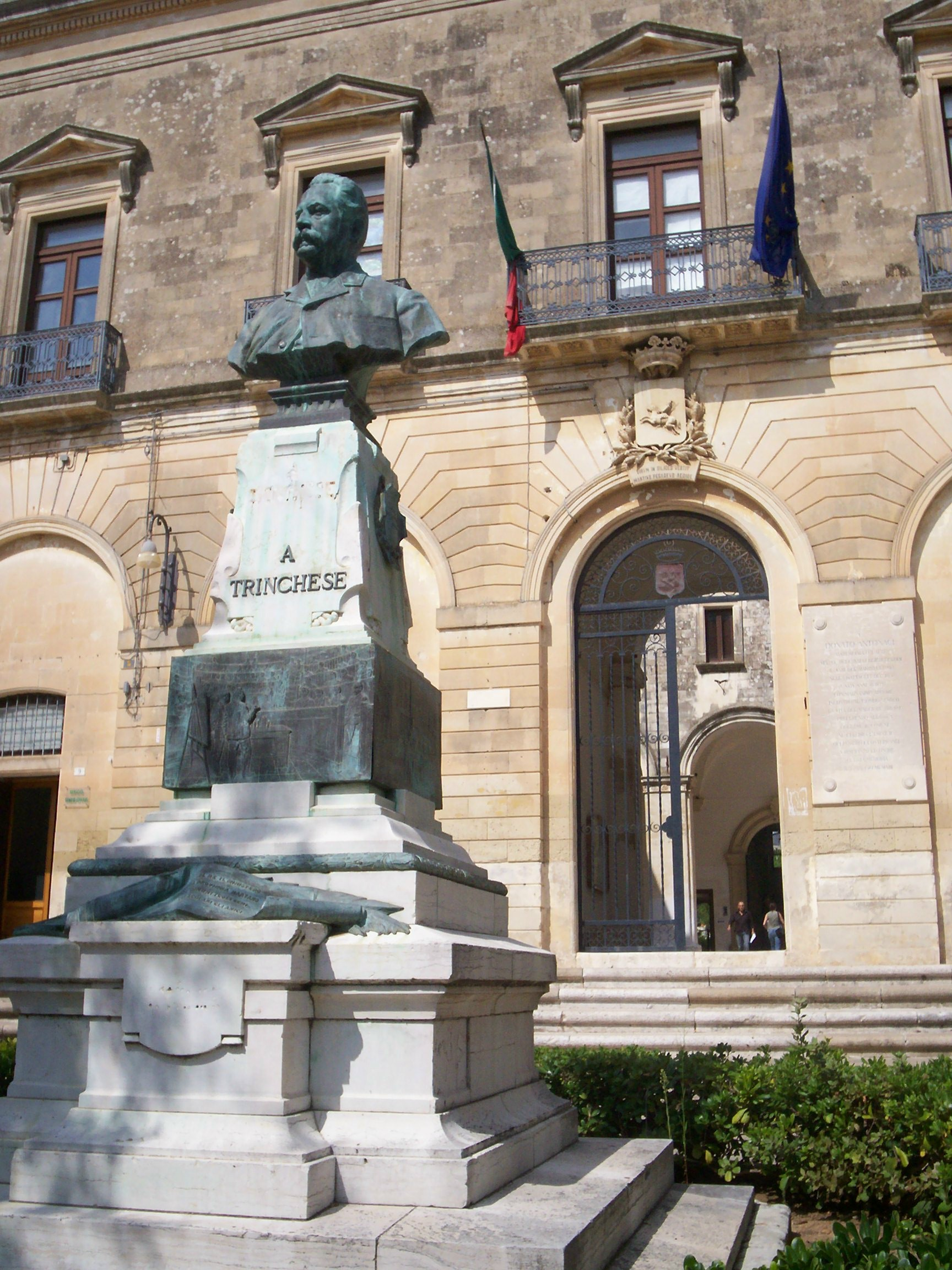
Monumento a Salvatore Trinchese nel piazzale antistante il municipio di Martano (Lecce)

Una tavola del volume sui molluschi Eolididei del Porto di Genova (http://scienzasalento.unile.it)

Nato da famiglia relativamente povera, Trinchese venne notato per la spiccata vocazione intellettuale e il padre fece di tutto per farlo avanzare negli studi. Si iscrisse al Reale Collegio S. Giuseppe, presso i Gesuiti, dove la maggior parte della gioventù borghese e aristocratica salentina riceveva l'educazione primaria. Si laureò dunque all'Università di Pisa in Medicina e Chirurgia nel 1860, coltivando altresì un sempre crescente sentimento patriottico attraverso una discreta produzione letteraria di carattere dilettantistico.
Si portò dunque in Francia, dove aveva vinto una borsa di studio per le capacità dimostrate. Scaduta la borsa visse in ristrettezze economiche finché non fu costretto al rientro in Italia.
Dopo alcuni anni ricevette la cattedra a Genova, quindi a Bologna ed infine a Napoli, quando nel 1880 fu chiamato da Francesco De Sanctis in quella Università (Università di Napoli) per ricoprire la cattedra di Anatomia Comparata e per dirigere il Museo che in seguito porterà il suo nome.
Fu per due mandati rettore del medesimo ateneo, per il quale progettò una riforma sul modello delle maggiori università europee.
Studiò ed insegnò nel pieno della cultura positivistica del tempo, anche se la sua adesione a quelle teorie è tuttora al centro di un dibattito tenuto da chi si è occupato della sua figura. Di certo, traspose il positivismo in ambito politico, per mezzo di un'accesa adesione al programma della democrazia riformista e istituzionale, pur mantenendo rapporti con esponenti radicali, quali Giovanni Bovio.
A Napoli ricoprì la carica di consigliere comunale sotto l'indirizzo di Francesco Trinchera, capo della fazione della pentarchia napoletana. Non mancò di destare preoccupazioni in seno al suo partito, a causa del suo animo profondamente indipendente, cosa che provocò molte volte l'intervento dello stesso barone Giovanni Nicotera.
Nel 1890 sfiorò la candidatura al Parlamento ma poi si ritirò constatando che nel collegio di Maglie la base elettorale era assai debole.
Morì di nefrite all'età di 61 anni.
A Salvatore Trinchese è intitolata una delle vie principali della città di Lecce, una scuola superiore e un monumento davanti al municipio di Martano, sua città natale.

### Opere di Salvatore Trinchese
Salvatore Trinchese pose in essere una fruttuosissima opera di ricerca, dal forte impatto innovativo e accademico. Si affidò sempre ad opuscoli a stampa, preferendo pubblicare di volta in volta i risultati delle singole ricerche senza però ordinare il complesso del suo sapere e della sua esperienza di scienziato in volumi di maggior contegno.
- A Francesco Puccinotti, Pisa, 1860.
- Memoria sulla terminazione periferica dei nervi motori nella serie degli animali, Genova, 1866.
- Memoria sulla struttura del sistema nervoso dei cefalopodi, Firenze, 1868.
- Sulla struttura del sistema nervoso dei molluschi gasteropodi, Pisa, 1871.
- Discorso inaugurale letto nell'universita di Bologna, Bologna, 1873.
- Note anatomiche intorno ad alcuni Eolididei, Bologna, 1874.
- Nuove ricerche sull'organizzazione del cervello degli Eolididei, Bologna, 1875.
- Ricerche anatomiche sul genere govia, Bologna, 1886.
- Ricerche anatomiche sulla flabellina affinis, Bologna, 1887.
- Descrizione del nuovo genere caloria, Bologna, 1888.
- Ricerche anatomiche sulla forestia mirabilis, Bologna, 1889.
- Contribuzione alla conoscenza dei Fusi muscolari: memoria presentata alla R. Accademia delle scienze dell'Istituto di Bologna, e letta nell'adunanza del 27 aprile, Bologna, 1890.
- Descrizione del nuovo genere boselia: Nota letta alla r. Accademia delle scienze dell'Istituto di Bologna nella sessione del 26 aprile 1891, Bologna, 1891.
- Ricerche sulla formazione delle piastre motrici: Memoria letta alla r. Accademia delle scienze dell'Istituto di Bologna nella sessione del 29 novembre 1891, Bologna, 1892.
- Nuove osservazioni sulla placida viridis: Memoria letta alla r. Accademia delle scienze dell'Istituto di Bologna nella sessione dell'8 gennaio 1893, Bologna, 1893.
- Protovo e globuli polari dell'amphorina coerulea: Comunicazione letta alla r. Accademia delle scienze dell'Istituto di Bologna nella sessione Delli 27 maggio 1894, Bologna, 1894.
- Ricerche anatomiche sul phyllobranchus borgnini (fr. ): Memoria letta alla r. Accademia delle scienze dell'Istituto di Bologna nella sessione del 28 aprile 1895, Bologna, 1895.
- Ricerche anatomiche sulla hermaea cremoniana (tr): Memoria letta alla r. Accademia delle scienze dell'Istituto di Bologna, nella sessione del 22 marzo 1896, Bologna, 1896.

### Opere su Salvatore Trinchese
- Francesco Saverio Monticelli, Per l'inaugurazione del monumento a Salvatore Trinchese in Martano di Lecce: discorso pronunziato dal prof. Fr. Sav. Monticelli il 3 novembre 1907, Napoli, 1909.
- Giovanni Paladino, Pel professore Salvatore Trinchese: cenno commemorativo, 1897.
- Pati Luceri, Omaggio a Salvatore Trinchese, Bologna, 1988.
- Guido Cimino (a cura di), Salvatore Trinchese. Opere, Roma Napoli, 1989.
- P. Pellegrino - A. Stomeo - P. Protopapa - A. Quarta - P. Mancarella, Salvatore Trinchese: scienza e ideologia nella cultura positivistica, Acropolis, Galatina, 2000.
- A. Bonatesta, Battaglie della memoria. La vicenda del monumento a Salvatore Trinchese in Martano, in «Amaltea», a.III, n.4, 2008, pp. 26–30